# Isabel-Clara Simó i Monllor

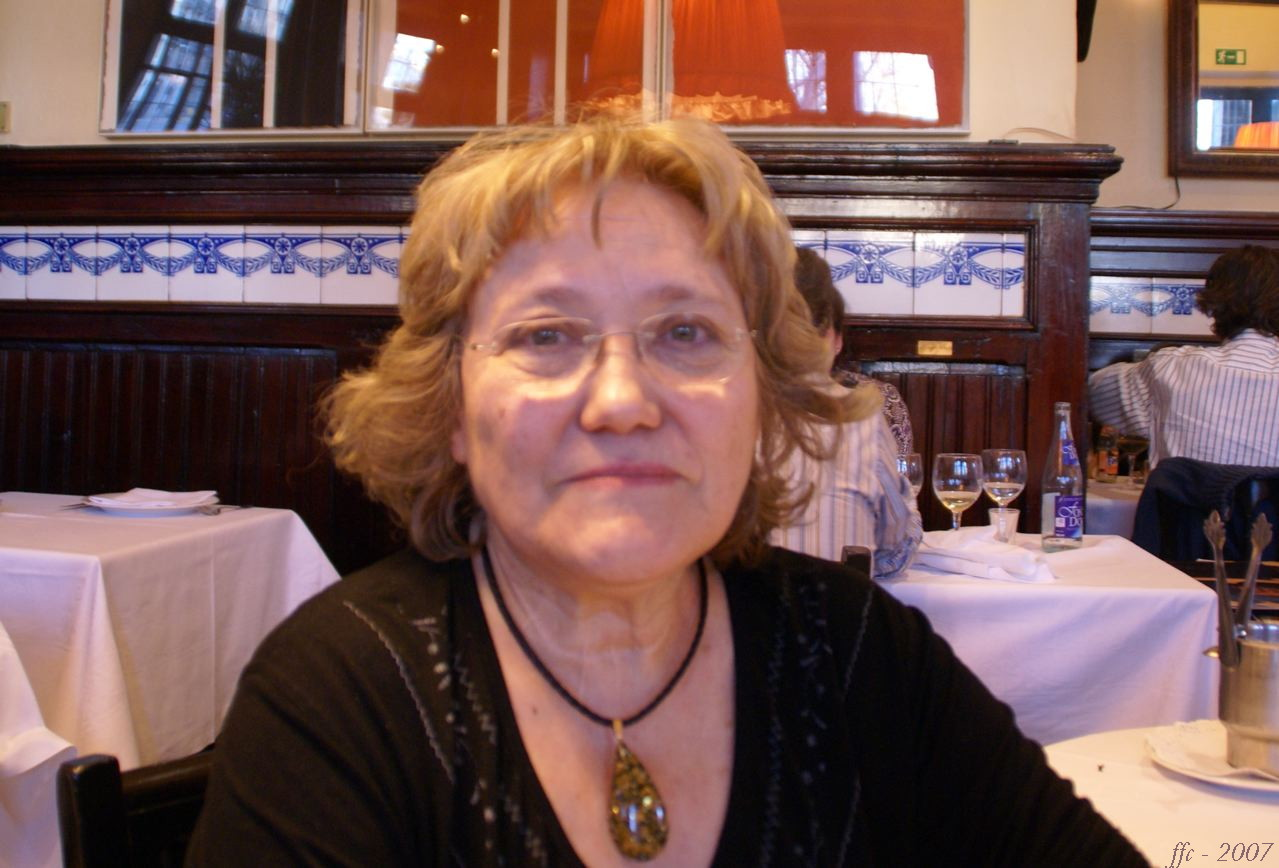
Isabel-Clara Simó (2007)

Isabel-Clara Simó i Monllor (Alcoi, 4 april 1943 – Barcelona, 13 januari 2020) was een Catalaanse schrijfster en journaliste. Ze wordt door velen als een van de belangrijkste moderne Catalaanse auteurs beschouwd.

## Loopbaan
Isabel-Clara Simó was licentiaat in de filosofie en de journalistiek en doctor in de Romaanse filologie. Als journaliste was zij hoofdredacteur van het weekblad Canigó en had zij een dagelijkse column in de voormalige Catalaanse krant Avui en zijn opvolger El Punt Avui, waarin zij haar eigenzinnige kijk gaf op de dingen die gebeuren in haar achtertuin en in de wereld. Ze was een meester in het scheppen van complexe personages met conflictrelaties, zoals La Nati (1991), Raquel (1992), de personages in Històries perverses (1992) of in T'imagines la vida sense ell? (2000).
Ze heeft verschillende literaire prijzen gewonnen: in 1993 de Premi Sant Jordi voor haar werk La Salvatge en de Serra d'Or voor Històries Perverses, in 1999 de Creu de Sant Jordi voor haar volledige oeuvre, in 2001 de Premi Andròmina de narrativa voor Hum... Rita!: l'home que ensumava dones en de Premi de la Crítica dels Escriptors Valencians voor haar essay En legítima defensa. Op 19 november 2007 won zij de grote prijs van de stad Alzira voor haar roman El meu germà Pol (Mijn broer Pol), met als thema het leven van een gezin waarvan een van de zonen het syndroom van Down heeft. In 2017 werd de Ereprijs der Catalaanse Letteren aan haar toegekend.
Simó is lid van de raad van advies van de Plataforma per la Llengua. 
Werk van haar werd vertaald in het Duits, Engels, Baskisch, Castiliaans (Spaans), Frans, Galicisch, Italiaans, Nederlands en Zweeds. Op 13 januari 2020 overleed ze op 76-jarige leeftijd in Barcelona.

### Recensies
- Subtiele rehabilitatie, recensie van Perverse vertellingen op NRC Boeken
- Verminken om te behouden, recensie van Het wilde meisje op NRC Boeken

## Verwijzingen
1. ↑  «Isabel-Clara Simó i Monllor», Gran Enciclopèdia Catalana, Barcelona, Enciclopèdia Catalana, geraadpleegd op 25 mei 2012,

- Bibsys: 90532821
- Biblioteca Nacional de Chile: 000336847
- Biblioteca Nacional de España: XX939078
- Bibliothèque nationale de France: cb12296972f (data)
- Catàleg d'autoritats de noms i títols de Catalunya: 981058521613906706
- Gemeinsame Normdatei: 120872412
- International Standard Name Identifier: 0000 0001 2101 9956
- Library of Congress Control Number: n80087775
- Nationale Bibliotheek van Israël: 987007268214105171
- Nationale en Universitaire bibliotheek Zagreb: 000377804
- Nederlandse Thesaurus van Auteursnamen: 140613188
- Système universitaire de documentation: 031827241
- Virtual International Authority File: 66530984
- WorldCat: E39PBJdh4r3qPxdgC8gbdgCG73